# Rhamphomyia heterogyna
Rhamphomyia heterogyna är en tvåvingeart som beskrevs av Frey 1952. Rhamphomyia heterogyna ingår i släktet Rhamphomyia och familjen dansflugor. Inga underarter finns listade i Catalogue of Life.